# Máquina misteriosa de refrescos de Capitol Hill
La máquina misteriosa de refrescos de Capitol Hill (conocida en inglés como Capitol Hill's mystery soda machine) era una máquina expendedora ubicada en el distrito de Capitol Hill, Seattle, y que estuvo en operación desde principios de la década de 1990 hasta su desaparición en 2018. Se desconoce quién surtía a la máquina.

## Descripción

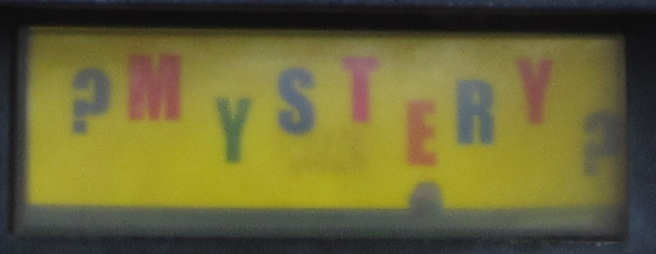
Uno de los botones "? Mystery ?".

Una bebida podía ser escogida utilizando uno de los botones etiquetados como "? Mystery ?" (¿misterio?) y las bebidas dispensadas eran latas poco comunes que o normalmente no estaban disponibles en los Estados Unidos o no habían estado en circulación desde la década de 1980, como Mountain Dew White Out, Nestea Brisk con sabor a frambuesa, Hawaiian Punch, y Fanta sabor uva, o bebidas rumoradas que incluyen Coca-Cola de vainilla, Fresca Cereza Negra y Sunkist Cereza Limeade. La cerrajería delante de donde estaba la máquina dice que no tiene ningún conocimiento de quién la operó.

## Historia
En enero de 2018, el mismo mes que Seattle impuso un impuesto a las bebidas azucaradas, la máquina alzó su precio de su típico $0.75 a $1.00.
En junio de 2018, la máquina desapareció misteriosamente y un mensaje fue publicado a la página de Facebook de la máquina declarando "Yendo por un paseo, necesito encontrarme a mi mismo. Quizás incluso tomar una ducha." Una nota fue pegada al carril donde la máquina solía estar: "Salió a caminar". Durante este tiempo, su página de Facebook presentó imágenes manipuladas humorísticas de la máquina de refresco en un bosque y en Machu Picchu.